# Лужки (Иркутская область)
Лужки — исчезнувшая деревня в Усольском районе Иркутской области. Входила в состав Мальтинского муниципального образования.

## География
Находилась в семи верстах (ок. 7,5 километров) от Усолья по Московскому тракту.

## История
С 1875 года населённый пункт упоминается как выселки. Туда принудительно переселялись провинившиеся крестьяне, которые занимаясь огородничеством, снабжали усольчан свежими овощами.
В 1880—1885 годах, здесь проводила ссылку известная авантюристка Сонька Золотая Ручка.
В Памятной книге Иркутской губернии отмечено, что в 1901 году выселки Лужки входили в состав мальтинского сельского общества.
В это время там проживало 48 человек обоего пола (23 мужчины и 25 женщин), из них лица трудоспособного возраста составляли 13 человек. Согласно переписи населения СССР 1926 года в населённом пункте насчитывалось 24 двора, 125 жителей (63 мужчины и 62 женщины). В 1929 году деревня находилась в составе Мальтинского сельсовета Усольского района.